# Sefiane
Sefiane è un comune dell'Algeria, situato nella provincia di Batna.